# Мартин Кароль
Марти́н Каро́ль (фр. Martine Carol); настоящее имя и фамилия Мари́-Луи́з Жанн Нико́ль Муре́, фр. Marie-Louise Jeanne Nicolle Mourer; 16 мая 1920, Сен-Манде, Валь-де-Марн, Иль-де-Франс, Франция — 6 февраля 1967, Монте-Карло, Монако) — французская актриса театра и кино, пик популярности которой пришёлся на 1950-е годы.

## Биография
Мари-Луиз Жанн Николь Муре (настоящее имя актрисы) родилась 16 мая 1920 года в Сен-Манде (Валь-де-Марн, Иль-де-Франс, Франция).
В начале 1940-х годов она начала карьеру актрисы. Некоторое время в театре выступала под псевдонимом Мориз Орли. Свой второй псевдоним — Мартин Кароль актриса взяла по настоянию Франсуа Перье (1919—2002). Начала кинокарьеру в 1941 году и сыграла около 50-ти ролей в кино, самая яркая из которых — Лола Монтес в одноимённом фильме Макса Офюльса. Однако даже в этом фильме она впечатлила далеко не всех зрителей:

Прославившись в 1950-е как своего рода предшественница Бардо, Кароль была очень слабой актрисой. Здесь она кажется деревянной, неглубокой и даже не особенно привлекательной.— Роджер Эберт
Погружённая в проблемы личного характера (неудачные романы и браки, отсутствие детей) Мартин увлеклась алкоголем и наркотиками, часто страдала от депрессий, которые впоследствии привели её к нескольким неудачным попыткам самоубийства.
46-летняя Мартин Кароль скончалась от сердечного приступа 6 февраля 1967 года в Монте-Карло (Монако). Изначально она была похоронена на кладбище Пер-Лашез в Париже (некоторые СМИ сообщили, что она была похоронена со своими драгоценностями). Позже её могила была разрушена, а актриса перезахоронена на кладбище Гран-Жас в Каннах.

## Браки
Мартин Кароль была замужем четыре раза, у неё не было детей.
- Первый супруг c 1948 года по 1953 год — Стивен Крейн (1916—1985), актёр.
- Второй супруг с 1954 года по 1959 год — Кристиан-Жак (1904—1994), режиссёр и сценарист.
- Третий супруг с 1959 года по 1962 год — Андре Рувикс, доктор.
- Четвёртый супруг с 1966 года до смерти Мартин — Эленд, бизнесмен.

## Избранная фильмография
- 1949 — Я люблю только тебя / Je n’aime que toi — Ирен
- 1954 — Пляж / La spiaggia — Анна Мария Менторси
- 1955 — Лола Монтес / Lola Montès — Лола Монтес
- 1956 — Вокруг света за 80 дней / Around the World in 80 Days — туристка
- 1957 — Натали / Nathalie — манекенщица Натали Принцесс'
- 1957 — Повадка тигра / Action of the Tiger — Трейси Малвье
- 1960 — Битва при Аустерлице / Austerlitz — Жозефина Богарне
- 1960 — Француженка и любовь / La Française et l’Amour — Элиан (сегмент «Одинокая женщина»)
- 1961 — Ванина Ванини / Vanina Vanini — графиня Вителлески